# 坂崎氏
坂崎氏（さかざきし、さかざきうじ）は、戦国大名・宇喜多秀家の従兄弟・宇喜多詮家が、坂崎直盛と姓名を変えたことに始まる氏族。津和野藩主だったが、元和2年（1616年）に千姫事件が原因で改易された。

## 歴史
坂崎氏は宇喜多氏の一族である。

宇喜多氏の出自は多くの戦国大名と同様に不明であるが、室町時代中期の宇喜多久家の頃から動向が比較的明らかとなっている。久家の子宇喜多能家は16世紀初頭に備前の守護代浦上氏に仕え、守護赤松氏に対する下克上に功績を立てた。

## 千姫事件
元和元年（1615年）、大坂夏の陣による大坂城落城の際に、直盛は徳川家康の依頼を受け、家康の孫娘で豊臣秀頼の正妻である千姫を大坂城から救出した。直盛は火傷を負いながら千姫を救出したにもかかわらず、その火傷を見た千姫に拒絶されたことで、千姫奪取計画を立てる事件を起こしたと言われている。しかし現在では彼が大坂城に侵入して千姫を直接救い出したこと自体が疑われている（実際には千姫は堀内氏久という豊臣方の武将に護衛されて直盛の陣まで届けられた後、直盛が徳川秀忠の元へ送り届けた、とする説が有力）。
この事件は秀頼死後、寡婦となった千姫の身の振り方を家康より依頼された直盛が、公家との間を周旋し、縁組の段階まで話が進んでいたところに、突然姫路新田藩主本多忠刻との縁組が決まったため、面目をつぶされた直盛が千姫奪回計画を立てたと言われる。しかし幕府に露見し、一族によって自害させられたとも、柳生宗矩の諫言に感じ入って自害したとも言われている。
一方、当時江戸に滞在していたイギリス人リチャード・コックスの日記には、「1616年10月10日夜遅く、江戸市中に騒動起これり、こは出羽殿と呼ばれし武士が、皇帝（将軍秀忠）の女（千姫）が、明日新夫に嫁せんとするを、途に奪うべしと広言せしに依りてなり。蓋し老皇帝（家康）は、生前に彼が大坂にて秀頼様の敵となりて尽くしし功績に対し、彼に彼女を与へんと約せしに、現皇帝は之を承認せずして、彼に切腹を命ぜり、されど彼は命を奉ぜず、すべて剃髪せる臣下一千人及び婦女五十名とともに、其邸に拠り、皆共に死に到るまで抵抗せんと決せぬ。是に於いて皇帝は兵士一万人余人を以て其邸を囲ましめ、家臣にして穏かに主君を引き渡さば凡十九歳なる長子に領土相続を許さんと告げしに、父は之を聞くや、自ら手を下して其子を殺せり。されど家臣などは後に主君を殺して首級を邸外の人に渡し、其条件として、彼等の生命を助け、領土を他の子に遺はさん事を求めしが、風評によれば、皇帝は之を諾せし由なり」と書いてある。
ともあれ、この騒動の結果、津和野藩坂崎氏は断絶した（中村家などが子孫として続いている）。
墓所は島根県津和野町の永明寺。関ヶ原の戦いに敗れ改易された出羽国横手城主小野寺義道は、津和野で坂崎直盛の庇護を受けていた。直盛の死後13回忌に小野寺義道はその恩義に報いる為、この地に坂崎直盛の墓を建てたと言われている。
坂崎直盛は一方的な横恋慕から藩の断絶に遭ったとして凡将と評価されることがあるが、藩政においては善政を行っており、また千姫事件は後世に面白おかしく脚色されたことを考慮すべきである。

## 系図
```
　　　　　　　
児島高徳

　　　　　　　　 ┃
　　　　　　　
児島高秀

　　　　　　　　 ┃
 （
三条家
）　 
児島高家

　　 ┃　　　　　┃
 
宇喜多宗家
━┳━女
　　　　　　 ┃
　　　　　　
久家

　　　　　　 ┣━━┳━━━┓
　　　　　　
能家
　
宗因
　
浮田国定

　　　　　　 ┣━━┓
　　　　　　
興家
　
四郎

　　　　　　 ┣━━┳━━┓
　　　　　　
直家
　
春家
　
忠家

　　　　　　 ┃　　　　　┣━━━┓
　　　　　　
秀家
　　　　
基家
　
坂崎直盛
（宇喜多詮家）
　　　　　　 ┣━━┓    　　　　┣━━┓
　　　　　　
秀高
　
秀継
　　　　　
平四郎
 
重行
```

異説
```
　　　　　　　
児島高徳

　　　　　　　　 ┃
　　　　　　　
児島高秀

　　　　　　　　 ┃
 （
三条家
）　 
児島高家

　　 ┃　　　　　┣━━━┓
 
宇喜多宗家
━┳━女　 
児島信徳

　　　　　　 ｜　　　　　┃
　　　　　　
久家
←──────久家

　　　　（以下同上）
```

## 中村家系譜
```
坂崎出羽守成正（直盛）━與九郎重行━万藏重春━中村善右衛門重豊━三郎右衛門尚重・・・

```

重豊の代に三隅の士である中村家の娘を嫁にもらい、その際に中村に改姓したと伝わる。